# 絶対衝激 〜PLATONIC HEART〜
『絶対衝激 〜PLATONIC HEART〜』（ぜったいしょうげき プラトニック・ハート）とは複数企業によるコラボレーションプロジェクトであり、OVA、携帯アプリ、漫画、UMDなどの作品タイトルである。
ちなみに「絶対衝撃」は誤記。

## 概要
プロジェクト参加企業10社によるコラボレーションプロジェクトとされている。一般的なメディアミックスとはやや異なり原作となる作品は八宝備仁がデザインしたキャラクターとその設定のみである。それを生かしプロジェクト参加企業それぞれが自由に商品を創作しリリースしている。当初アリストクラートテクノロジーズ（以下、アリストクラート）のパチスロ機の企画としてスタートした。そこから、パチスロ機発売までのプロモーションも兼ねてアリストクラート・松竹他1社を軸にプロジェクトを構成していった。
2013年3月にパチスロ『絶対衝激II』がリリースされて以降は目立った展開はなかったが、2020年12月にTwitterの公式アカウントが始動し、2021年3月にはパチスロ『絶対衝激III』がリリースされた。

### プロジェクト参加企業
「絶対衝激 〜PLATONIC HEART〜製作委員会」の参加企業と関与する分野は下記の通り。（五十音順）
- アートプレスト（バンダイナムコグループ） - PC向け公式サイト
- アリストクラートテクノロジーズ - パチスロ
- コスパ - グッズ製作
- 松竹 - OVA
- JIN企画 - UMDプレイヤーズゲーム（PSPソフト）
- ドラス - 携帯電話向け公式サイト
- 白夜書房 - ガイドブック
- 双葉社 - 漫画
- やまと - フィギュア
- ランティス - 音楽CD

## ストーリー
「プラトニックハートと呼ばれる宝石を集めれば、どんな願いも叶う」という都市伝説がある。女性限定で選ばれし者だけがこれを巡る争奪戦に参加できるというが、その詳細は謎である。

## キャラクター
伊勢島 綾（いせしま あや）
声 - 名塚佳織
清純女学院2年A組に在籍する女子高生。17歳。
1991年12月25日生まれ。山羊座の血液型B型。スリーサイズB86-W58-H87。
正義感が強く、裏表が無い性格で周囲から愛されている。ただ熱くなると見境がなくなることがあり、天性の格闘センスと強靭な肉体で相手を撃滅してしまうこともある。棗の兄の治基に想いを寄せている。
OVA版
美子と怜が戦っている場所に足を踏み入れたことによりプラトニックハートの戦いに巻き込まれる事となる。美子がプラトニックハートを辞退した事が切っ掛けになったのか、プラトニックハート特別参加が認められる。行方不明になった美子を探す手掛かりを見つける為に、不本意な気持ちを持ったまま他の参加者と戦っていく事になる。そして決勝まで勝ち残り美子と再会出来たが、その後、自分がプラトニックハートに巻き込まれたのは治基・棗・美子による陰謀だったことを知る。三人の罠から涼子に救われた後、決着をつけるべく行動を起こす事になる。
携帯アプリ版
当初は治基との関係を深めようと願ってプラトニックハートに参加するが、戦いを通じて自分が本当に求めるべき心の強さを育てていく。飛鳥流と呼ばれる拳主体の古武術でオーソドックスな格闘をする一方で、あびせ蹴りからの派生攻撃などトリッキーな戦法も使用する。また、綾本人のシナリオでは語られないが、泉とは古代に袂を分かった遠い親戚同士である。
漫画版
別れた父親との約束の品がプラトニックハートの宝石だったことから、その戦いに巻き込まれていく。
本間 棗（ほんま なつめ）
声 - 明坂聡美
綾と同じく清純女学院2年A組の女子高生で、綾とは親友。17歳。
1991年10月27日生まれ。蠍座の血液型A型。スリーサイズB86-W57-H84。
世話好きな性格と無類の人懐っこさで、綾がもっとも気を許す相手である。普段は綾にべったりだが、苦労人なためかがさつな綾の世話を焼くことも多い。
OVA版
兄・治基と母・久美の3人暮らし。母は喉を傷つけており声が出ないので手話を使う。プラトニックハートの戦いには関係ないが、綾のセコンドのような存在になっている。
しかし、その正体はプラトニックハートの開催者側の人間の一人で、本当は兄と共に、母親を苦しめたと逆恨みしている伊勢島家そのものに復讐するのが目的で、その為に綾に近づき、機会を窺っていた。また、美子とは同じ祖父を持った血縁関係にあり、綾が憧れている治基が美子と肉体関係になっている事実を知りながらも綾に隠し続け、それを示唆する光景を綾に見せつけた上で彼女を嘲笑う等、本性は非常に冷酷で残忍であり、兄の治基が目の前で殺人を犯しても平然と笑顔を見せている等、常軌を逸した精神性の持ち主である。そして決勝終了後、本性を現して治基と美子の二人と共に綾を殺そうとしたが、事態を知って駆け付けた涼子によって真実が語られ、最後は腕と首の骨を折られる形で殺害される。
携帯アプリ版
治基と父親の3人暮らしだったが、父親を飛行機事故で失っている。過去のプラトニックハートの加護者であり、プラトニックハートがどのようなものなのかをある程度知っていることからその戦いを止めようと動く。カード認証のパスを改ざんしたり、ビルの高層から落ちる綾を助けたり、月麗を稲妻を帯びた一撃で仕留めるなどUMD版に準じた行動も多く、棗本人のシナリオではUMD版における空白期間についても語られる。
UMD版
主人公であり、強化装甲服「ナインオーネ」の力で戦う。
香月 美子（かづき みこ）
声 - 野中藍
神社の巫女。19歳。
1989年1月30日生まれ。水瓶座の血液型O型。スリーサイズB84-W57-H83。
幼い頃に天涯孤独となり引っ込み思想とコミュニケーション下手で、友人と呼べる者が1人もいない。見かけによらず大食い。かなりの天然だが、指摘してくれる相手もおらず、本人はまったく気にしていない。
OVA版
「友達がほしいため」という理由でプラトニックハートに参加して怜と戦っていたが、綾と棗が友達になってくれたのでプラトニックハートを辞退。その直後に行方不明となる。
決勝戦が終わった後、綾と再会を果たしたが、実は彼女も本間兄妹と同じくプラトニックハートの開催者側の人間の一人で、彼女達と同様に伊勢島家を恨む1人でもある。また、治基と棗の兄妹とは同じ祖父を持った血縁関係にある上に、治基とは肉体関係を結ぶ関係にまで至っている。プラトニックハートに自らが参加する形で綾を引き込んだのも彼女達の復讐の為の計略で、内気な性格や天然な振る舞いも完全に演技であり、プラトニックハートに参加して敗者となった女性達を治基と共に薬漬けにした挙句、何でも言う事を聞く奴隷になるまで精神を破壊してしまうする等、本性は自らの可憐な容姿や御淑やかな振る舞いによって他者の気を引き利用する悪女そのもの。なお、追い詰められると口調も暴力的になる等、そちらが素の様である。
決勝終了後、真実を何も知らない綾に真実を明かし、自らと治基の関係を暴露した上で醜悪かつ悪辣な本性を綾に見せつけた。治基と棗の二人と共に綾を殺そうとしたが、事態を知って駆け付けた涼子によって真実が語られ、最後は逆上して銃で撃った所、返り討ちに遭う形で首を折られ殺害される。なお、治基が殺害された際に棗と異なって特に反応を見せなかった点からも、治基との関係も単なる遊びでしかなかった模様。
携帯アプリ版
プラトニックハートそのものの自衛能力を司る『穿ち巫女』の家系である『香月』の一人であり、『巫』とも呼ばれているが、自分ではそのことを知らない。ハートの感覚と同時に、九頭龍の眷属の気配を察知している。学生時代は弓道部に所属しており雷撃をまとった弓矢を武器とする他、素手でも光の矢を操る。綾に対しては憧れ、棗に対しては特別な感情を抱いている。
須磨 梓（すま あずさ）
声 - 神田朱未
清純女学院の化学教師で、綾や棗らのクラス担任。26歳。
1982年7月5日生まれ。蟹座の血液型A型。スリーサイズB93-W60-H86。
2人とは仲が良い。さっぱりした性格で頭脳明晰、決して自分の考えを人に押し付けず生徒の自主性を重んじる。
OVA版
第2話で綾の挑戦者として戦うことになったが、本気になった綾によって殴り倒され敗北する。化学方式に元づいた格闘戦を得意とし、甘い考えは押し殺していた。生き別れとなった父に会いたいがためにプラトニックハートに参加した。敗北した後に入院するが、彼女も美子と同じく行方不明になる。後にプラトニックハートの主催者側に捕まっていた事実が発覚し、その時には棗や美子の手で薬漬けにされる形で心を壊されていた。
携帯アプリ版
教師としての模範的な自分と、そうではない直感的な自分を求める心の間で葛藤を抱えながら闘う。化学薬品による戦法を使う。身体能力は低いものの月麗から訓練を受けて多少克服、プラトニックハートの力によって大気を化学式の列として認識し、その揺らぎから相手の行動の予測が可能となったことで不得手を補う。
柿崎 怜（かきざき れい）
声 - 甲斐田裕子
国内線航空機のCA。23歳。
1985年12月15日生まれ。射手座の血液型O型。スリーサイズB89-W60-H89
目的意識が強く、手段を選ばず猛進する猪突猛進型の性格。自分も望む物は力で手に入れるという信条を持っていて、50倍を超える競争率を勝ち抜きCAとなった。非常にプライドも高く高圧的であり、金銭に対しては相当な執着を見せる。
OVA版
第1話で美子と戦っていたが、綾の飛び入り参戦により1度負ける。夜の公園で治基を人質にとるが、本気になった綾に叩きのめされ2回負けた。重病の弟を助けるためにプラトニックハートに参加していた。
携帯アプリ版
他キャラクターとは性質の異なった、そのものが自我を持つプラトニックハート「Trapezohedron」を宿しており、「精神注入棒」と呼称される乗馬鞭と、世界における偶然を操ることで闘う。プラトニックハートの戦いに決して勝利できないという運命が定められている、ヲタク文化に一家言を持つコメディリリーフ。メインとなるシナリオもOVA版の世界で起こる展開を改変していく、他キャラクターとは異なったタイプの物語となっている。
大門寺 笑（だいもんじ えみ）
声 - 小清水亜美
看護師。23歳。
1985年9月30日生まれ。天秤座の血液型A型。スリーサイズB88-W59-H87。
大門寺三姉妹の次女。
OVA版
プラトニックハート争奪戦の主催者側の人間で敗北し入院していた梓を行方不明に差し向けた張本人でもあり、美子や他の参加者達の行方不明にもなんらかの関わりを持っている。注射器をダーツのようにして戦う戦法を得意としている。
携帯アプリ版
治基の入院を通じて、綾と棗とは面識がある。プラトニックハートの戦いを好ましく思っておらず、一方で各キャラクターの事情に対しては好意的に対応するが、自身のシナリオではその行動が重大な事態を招いてしまうことになる。力を与えたり、奪ったり、その属性を反転させるなどの能力を、包帯を介するなどして使用する。
大門寺 優（だいもんじ ゆう）
声 - 新谷良子
女性警察官。21歳。
1987年5月2日生まれ。牡牛座の血液型AB型。スリーサイズB83-W57-H80。
大門寺三姉妹の三女。
OVA版
プラトニックハート争奪戦の主催者側の人間で、手錠や警棒などを使って戦う。
携帯アプリ版
虚空蔵財閥の手引きにより、特別捜査官としてプラトニックハートに関わっていく。精神力を銃弾として射撃する能力を持ち、シナリオにおいてその段階的な成長が描かれている。倫とは秋葉原の歩行者天国におけるパフォーマンスを巡ってのライバル同士であり、また友人同士でもある。
大門寺 咲（だいもんじ さき）
声 - 河原木志穂
深川の置屋の芸者。27歳。
2月26日生まれ。魚座の血液型B型。スリーサイズB86-W58-H84。
大門寺三姉妹の長女。
OVA版
プラトニックハート争奪戦の主催者側の人間で、妹達と一緒に綾を梓とのバトルのときから観戦していた。綾を主催者側に入れようとするが断られる。
携帯アプリ版
芸妓でありながら、仕込み傘を武器とする裏の世界に通じたエージェントでもある。虚空蔵しのぶの依頼により、泉の行動を止めるため動く。話し言葉が江戸言葉である。
広石 倫（ひろいし りん）
声 - 宮崎羽衣
メイド喫茶に勤めるメイドアイドル。17歳。
パチスロ『絶対衝激III』にも登場している。
1991年8月27日生まれ。乙女座の血液型B型。スリーサイズB80-W56-H82。
OVA版
綾の準決勝の相手。多くのファンの前で綾とバトルしたが、綾が猫耳メイド服を着て再戦したことにより自分のファンだった人達が全員綾側に寝返り、そのことのショックで自暴自棄になり綾に猛攻撃をかけるが、綾の攻撃に敗北。
携帯アプリ版
人や動物の心を操作するプラトニックハートに目覚めたことが原因で、泉によってメイド喫茶を実質クビにさせられてしまうが、それに納得出来ず独自に動き始め、譲から魔法のステッキを譲り受けたのを機に、コスプレイヤーならではの様々なメイド服で活動する。シナリオを通しての最終的な結末が実質2通り用意されている。
劉 月麗（りゅう げつれい）
声 - 植田佳奈
日系中国人の占い師。22歳。
1986年6月7日生まれ。双子座の血液型A型。スリーサイズB86-W57-H88。
日本人の母、中国人ビジネスマンの父の間に生まれる。幼少から他人の心を読む能力を持ちその力で他人の悪意や醜い部分を多く見てしまったため、人間不信のきらいがある。
OVA版
綾の決勝戦の相手。最初は優勢だったが、途中で綾の逆鱗に触れてしまい、息を引き取るまで殴り倒された。
携帯アプリ版
忽雷架式太極拳の使い手。プラトニックハートの戦いに対して傍観後の漁夫の利を狙うなど一貫した冷徹な思考を持つが、ツンデレ的気質も散見される。作中では本来の中国語読みである「シャオリー」と呼ばれている。
早川 泉（はやかわ いずみ）
声 - 平田宏美
ある組織で秘書を務める。
年齢、誕生日、星座、血液型不詳。スリーサイズB92-W59-H90。
経歴は謎に包まれており、その役割はアンタッチャブルな領域にまで踏み込んでいる。
OVA版
謎に包まれた人物であったが、プラトニックハート争奪戦の主催者側の秘書で、格闘が強い。最後は独断行為に走った美子を始末しようとした所で、本性を現した治基に射殺される。
携帯アプリ版
自分の主人である虚空蔵しのぶの不治の病を治したいと願い、その愛ゆえにプラトニックハートの戦いを仕組んだ張本人。斑鳩流と呼ばれる蹴り主体の拳法と、訓練によって様々な攻撃への耐性を得た硬質の肉体を武器とする。
本間 治基（ほんま はるき）
声 - 鈴木達央
棗の兄であり、慶光大学3年の20歳。知的で明るく、綾の憧れの人でもある。
OVA版
綾に友好的に接していたが、その正体はプラトニックハートの開催者側の人間の一人で、本当は妹と共に、母親・久美を苦しめたと逆恨みしている伊勢島家に復讐する事が目的だった。また、同じ祖父を持っている美子とは肉体関係にあり、そうでありながら自身に想いを寄せる綾の気持ちを弄んで色男を気取り、棗と美子の二人を従えて綾を殺害させようとする等、本性は冷酷非道で傲慢かつ好色な卑劣漢。更には殺人に対する抵抗感も皆無である等、妹の棗や美子と同様に常軌を逸した精神性の持ち主である。なお、かなりのマザコンでもあり、母親の行為を否定されただけで逆上し後先考えずに殴りかかろうとするといった幼稚さも見せる。
終盤で本性を現す形で早川とリュウの二人を射殺。嘲笑いながら棗と美子の二人に絶望に沈んだ綾を嬲り殺しにさせようとするが、そこへ娘の危機を知り駆け付けた涼子が現れ、彼女から「子供だけに復讐を任せる久美さんの方がよっぽど非道なんじゃないの！？」と痛烈な一言をぶつけられた事に逆上。殴りかかろうとするも返り討ちに遭う形で首を折られ、死亡した。なお、その光景を見た棗が反応を見せたのに対し、美子は特に反応を見せていなかった様子からも、彼女にとって自身との関係は遊びでしかなかった事が伺われ、手懐けて良い気になっていたつもりが逆に言い様に利用されていたという皮肉な末路を迎えている。
携帯アプリ版
飛行機事故によって植物状態だったが快復、シナリオ開始時に至る。見舞いに来てくれていた綾のことは、特別な存在として意識している。
吉田 琢磨（よしだ たくま）
声 - ヤスヒロ
清純女学院・体育教師の28歳。1月6日生まれ。山羊座。A型。パチスロ版において期待度の高いキャラ。
OVA版
典型的なエロ教師として描かれている。
携帯アプリ版
やはり典型的なエロ教師として描かれているが、実は『菖蒲』の忍者であり、身のこなしも素早い。
リュウ
声 - 鈴木達央
OVA版におけるプラトニックハートの主催者。綾を自分のものとすべく、外見を治基と瓜二つに整形している。名前は携帯アプリ版から。
OVA版
大門寺姉妹を差し向け、本人も綾にその手を伸ばすが、泉と共に治基に射殺される。
携帯アプリ版
OVA版の世界に現れてプラトニックハートをかき回す怜を想定外の存在として始末しようとするが、怜が偶然を操作したことにより、自らが放った銃の跳弾によって命を落とす。
菖蒲 譲（あやめ ゆずり） / ナインゼロ
声 - なし
携帯アプリ版とUMD版に登場。清純女学院3年生の図書委員。世界に仇為す邪神を滅ぼす『歩き巫女』の家系である『菖蒲』の人間。忍者のような身のこなしに加え、体格の変化を経て強化装甲服「ナインゼロ」を着用する。
携帯アプリ版
怜のシナリオにおいては、OVA版の世界にも菖蒲ユズリという人物が存在し、別世界の本人同士で情報を共有して行方不明になるはずだった参加者を救出したことが示され、倫のシナリオでは彼女に強化装甲服の原理を応用した変身ステッキを提供するなど、プラトニックハートとは別種の異能を持った謎の人物として描かれている。ナインゼロと同一人物であることは咲のシナリオにおいて明かされており、棗のシナリオにおいてはサブ主人公扱いで数話が割かれている。
UMD版
ナインゼロとして棗の過去の闘いに大きく関わったことから、彼女に強化装甲服を託して適時にアドバイスを送る。菖蒲譲としては、端役の図書委員として登場する。両者の繋がりは作中で明らかにされないが、「絶対衝激 〜PLATONIC HEART〜 COMPLETE WORKS」内の記述において、同一人物であることが示唆されている。
下山 恵（しもやま めぐみ）
声 - 増田悠子
OVA版に登場。工業作業員。ツナギを着ており、スパナを武器としている。女子高生を毛嫌いしている。第3話で綾の対戦相手として登場。終始優勢だったが、実は女子高生を羨ましがっていることを綾に指摘され逆転負けを喫する。
携帯アプリ版においても、OVA版ピクチャードラマの登場人物である班目彰（CV:今井麻美）・末広忍（CV:門脇舞以）と共に、過去のプラトニックハートで譲に破れたことが語られている。
伊勢島 涼子（いせしま すずこ）
声 - 松井菜桜子
OVA版にのみ登場。綾の母であり、格闘の師匠。20年前に綾の父と共にプラトニックハートへ参加しているが、その目的は自分達の両親を殺害した本間久美の父親へ復讐にあり、本人を殺害して久美も喉を潰す形で復讐を果たし、綾の父も美子の母親を殺害しており、復讐を終えた後に夫婦となっている。凄惨な過去の経験をしているが、娘の綾には格闘を教えながら（おそらく護身の為に）も、争いや復讐の無い普通の女の子として生きて欲しい願いから、自身の過去は明かせなかった。しかし、娘の綾に対する気持ちは非常に強く、「娘が危ないのに、駆け付けない親はいない！」と豪語している程。
娘の綾の同行に関しては知りながらも敢えて放置していたが、綾と交友関係を結んでいた棗の正体が久美の娘である事を知り、目的が綾を殺す事で自身に復讐しようとしている事に気付いた結果、遂に行動を起こす。そして最終巻で綾の危機に駆けつけ、自身の言葉に逆上した治基を返り討ちで斃し、棗・美子の二人もかつてのプラトニックハートでの真実を明かした上で瞬く間に斃し、その窮地を救う。そして、もはや自分に綾の人生に口をはさむ権利は無いと悟ったのか、全てを背負った上で自分の信じる道を生きろと激励し彼女を送り届けるが、回収した携帯の内容からプラトニックハートの開催が終わらない事を悟るのだった。
本間久美（ほんま くみ）
OVA版のみに登場。棗と治基の母親。儚い雰囲気の持ち主で子供達との関係は良好だが、喉に深い傷を負った影響で声が出ず、娘達とは手話で会話をしている。
生活スタイルは完全に一般の主婦であるが、実は20年前に開催されていたプラトニックハートの参加者の一人で、開催者の実の娘でもあり、OVA版における真の黒幕でもある。その時に、父親の開催したプラトニックハートで家族を殺された涼子と綾の父親に復讐される形で自身の父親と妹（美子の母親）を殺害され、自身も喉を潰された事でその後も涼子の事を恨み続けていたが、自身の実力では敵わない為なのか標的を彼女の娘である綾に定めている。また、普段は温和で清楚な振る舞いだが、綾の写真をカッターナイフで何度も刺しながら笑みを浮かべている等、その精神性は二人の子供達と同様に常軌を逸している事が推察出来る。
自分の子供である治基と棗の二人や妹の娘である美子に対し、都合の悪い真実を隠した上で都合の良い事実だけを教え込んで綾への逆恨みを植え付けていき、そして三人をプラトニックハートの開催側として参加させた後、綾がプラトニックハートに参加せざるを得ないよう仕向け、最終的に勝ち残った彼女がプラトニックハートの敗北者達の顛末や真実を知って絶望に追い込まれた末に、治基・棗・美子の三人によって嬲り殺しにさせるという陰惨極まりない復讐を達成される事を望んでいた。自分の手を汚さない形で子供達に独善的な復讐をさせようとしたそのあまりの毒親・エゴイスティックぶりから、棗や美子達に冷酷非道呼ばわりされた涼子からも「子供だけに復讐を任せる久美さんの方がよっぽど非道なんじゃないの！？」と唾棄されている。
治基と棗の二人が綾に復讐してくれると信じ、綾の写真にカッターナイフで刺し続けていたが、真実に気付いた涼子の介入によって、治基と棗、美子の三人はあっけなく殺害されてしまい、計画は失敗。物語のラストにて、自宅を訪ねて来た者（おそらくは綾）を見て、絶望に満ちた表情を浮かべるのだった。
虚空蔵 しのぶ（こくうぞう しのぶ）
声 - なし
携帯アプリ版にのみ登場。プラトニックハートの封印を司る『封じ巫女』の家系である『虚空蔵』財閥の頭首。アルビノ的外見だが、治基と外見が瓜二つである。不治の病に体を蝕まれているが、その病を治すべくプラトニックハートを発動させた泉に対しては、その願いの成就を妨害するため咲を差し向けている。
ドロン
声 - なし
携帯アプリ版にのみ登場。自我を持つプラトニックハートであり、怜に宿ったパートナー。『輝くトラペゾヘドロンに封じられたショゴスの可塑性がプラトニックハートによって形を変えた存在』であり、怜の偶然を操る力にも起因している。作中では美子やユズリにその気配を感知され、月麗とは直接的な会話も行っている。
石河 葵（いしかわ あおい）
声 - 沢城みゆき
パチスロ『絶対衝激II』のみに登場。
清純女学院2年A組に在籍する女子高生。7月7日生まれ。蟹座の血液型B型。スリーサイズB88-W56-H89。
読者モデルもこなすカリスマ女子高生。留年したことにより綾と同級生になった。
伊勢島 紫（いせしま ゆかり）
声 - ファイルーズあい
パチスロ『絶対衝激III』に登場。
伊勢島綾の妹。3月25日生まれ。綾とは別れて暮らしていたらしく、棗も実際に合うまで存在を知らなかった。綾とはお互い対抗意識を燃やしているものの姉妹仲が悪いというわけではない様子。
雁金 壬羽（かりがね みう）
声 - 加隈亜衣
パチスロ『絶対衝激III』に登場。
綾の通う私立清純女学院のライバル校である廻堂大学付属高校の生徒。7月7日生まれ。剣道の達人であり日本刀や竹刀を武器としている。校内トップクラスの実力の持ち主だがスタイルでは他の生徒に負けておりそれを気にしている。また、女の子らしいことに憧れているが恥ずかしくてできない。
遠里小野 千栄（おりおの ちえ）
声 - 森永理科
パチスロ『絶対衝激III』に登場。
廻堂大学付属高校の生徒。5月3日生まれ。ヤンキー気質の少女であり釘バットを持ち歩いている。バットを振る時顔つきが変わる。大食いも得意であり、美子にも負けないレベル。
愛川 愛（あたいがわ まな）
声 - 五十嵐裕美
パチスロ『絶対衝激III』に登場。
廻堂大学付属高校の生徒。2月14日生まれ。現役アイドルだが綾の対戦相手の中では実力は低いため、彼女が対戦相手になった時はチャンスとなる。
大門寺 風（だいもんじ ふう）
声 - 高田憂希
パチスロ『絶対衝激III』に登場。
廻堂大学付属高校の生徒。6月13日生まれ。スケボーが得意。大門寺三姉妹と何かしら関係がある模様。綾と対戦する機会はないが紫とは対戦する機会がある。
杏 凛子（からもも りんこ）
声 - 秦佐和子
パチスロ『絶対衝激III』に登場。
廻堂大学付属高校の生徒。4月1日生まれ。「天才化学少女」と呼ばれるリケジョ。いつも怪しい薬を発明しては仲間をハプニングに巻き込んでいる。表情を変えることは少ないが恥ずかしがり屋。1人で綾達と直接対戦する機会はない。
逆瀬川 芽衣（さかせがわ めい）
声 - 松嵜麗
パチスロ『絶対衝激III』に登場。
廻堂大学付属高校の教師。11月1日生まれ。スリーサイズB99-W55-H88と"衝激"のスタイルの持ち主であり、大胆な服装であることが多い。
男鬼 猛（おおり たける）
声 - 楠見尚己
パチスロ『絶対衝激III』に登場。
廻堂大学付属高校の教師。8月15日生まれ。同じ高校で教師を務める逆瀬川に対し絶対的な忠誠を誓っており、好意を抱いている。
花咲 ナミ（はなさき なみ）
声 - 高野麻里佳
七匠の公式キャラクター。7月3日生まれ。スリーサイズB87-W56-H86。パチスロ『絶対衝激III』にゲストキャラクターとして登場。
綾達と行動することが多い。

## メディアミックス

### OVA
松竹より全5巻で発売された。映像ソフトでは年齢制限は設けられていないが、アニメ専門チャンネルAT-Xでの放送では独自の自主規制により15禁となっており、本作にしか無いオリジナル設定が加えられた。作中の音楽・主題歌はMellow Headが担当している。

#### スタッフ
- 監督・演出 - ふじもとよしたか
- シリーズ構成・脚本 - 白根秀樹
- キャラクター原案 - 八宝備仁
- キャラクターデザイン - 宮田奈保美
- 作画監督 - 宮田奈保美（第1巻・第2巻）、JOUNG SOON AN（第3巻）、LEE SUNG JIN（第4巻・第5巻）
- 美術監督 - 平牟禮好空
- 色彩設計 - 甲斐けいこ
- 撮影監督 - 菅原徹
- 編集 - 田熊純
- 音楽 - 久場超
- 音響監督 - 清水勝則
- プロデューサー - 田坂秀将、飯塚寿雄、草野啓二
- アニメーション制作 - スタジオ旗艦
- 製作 - 絶対衝激 〜PLATONIC HEART〜製作委員会（松竹、ブロスタTV、TOエンタテインメント、ポニーキャニオンエンタープライズ、ランティス、双葉社）

主題歌
- オープニングテーマ「タツマキWAVE」
歌・作詞・曲 - Little Non / 編曲 - nishi-ken
- エンディングテーマ「Will〜ココロの道標〜」
歌 - 伊勢島綾（名塚佳織）作詞 - こだまさおり、作・編曲 - 松下典由

#### 関連商品（OVA）

##### DVD
| 話数/巻数         | サブタイトル           | 発売日         |
| ----------------- | ---------------------- | -------------- |
| Battle 1（第1話） | 「走り出す宿命」       | 2008年10月29日 |
| Battle 2（第2話） | 「戦う理由」           | 2008年11月27日 |
| Battle 3（第3話） | 「怨敵の三姉妹」       | 2008年12月20日 |
| Battle 4（第4話） | 「静かに、澱のように」 | 2009年1月28日  |
| Battle 5（第5話） | 「焔」                 | 2009年2月25日  |

##### ボーカルアルバム
『絶対音楽集〜プラスティックバード〜』（）は、OVA『絶対衝激 〜PLATONIC HEART〜』の主題歌やキャラクターソングに収録のアルバム。
CDジャケットには伊勢島綾と本間棗。 
収録曲
1. タツマキWAVE（Short Version）- この曲だけ2008年8月6日にシングル曲として発売された。
歌・作詞・曲：Little Non / 編曲：nishi-ken
OVA『絶対衝激 〜PLATONIC HEART〜』オープニングテーマ
2. さえづりメイドでつかまえて！
歌：広石倫（宮崎羽衣） / 作詞：ノゾミ / 作・編曲：虹音
OVA『絶対衝激 〜PLATONIC HEART〜』第4話挿入歌
3. プラスティックバード
歌 - 伊勢島綾（名塚佳織）、本間棗（明坂聡美） / 作詞：畑亜貴 / 作曲：酒井陽一 / 編曲：酒井陽一、関野元規
4. Will〜ココロの道標〜
歌 - 伊勢島綾（名塚佳織） / 作詞：こだまさおり / 作・編曲：松下典由
OVA『絶対衝激 〜PLATONIC HEART〜』エンディングテーマ
5. zero gravity
歌・作詞・曲：Little Non / 編曲：三国義貴、Little Non
OVA『絶対衝激 〜PLATONIC HEART〜』最終話エンディングテーマ

### 携帯アプリ
携帯電話向け公式サイトにて2008年7月7日より配信開始。キャラクター毎のシナリオノベルゲーム。プラトニックハートは宝石ではなく異種族をルーツとする異能であり、参加者はその力を宿した加護者という解釈により伝奇色の強い設定となっている。綾編・梓編・月麗編・美子編・怜編・倫編・優編・咲編・笑編は全話配信済、棗編が現在配信中（2012年2月時点）。

### UMDプレイヤーズゲーム
JIN企画より2009年5月29日発売。本間棗を主人公とするシナリオノベルゲーム。基本的な設定や状況などを携帯アプリと共有しており、その上で棗自身が積極的にプラトニックハートに関わった場合の展開がメインとして描かれており、本編中における時間経過の空白期間は携帯アプリ版の棗編において補完されている。JIN企画が発売したUMDプレイヤーズゲームの中で唯一、音声が無い。

### パチスロ
- 絶対衝激 〜PLATONIC HEART〜
アリストクラートテクノロジーズより2009年8月に販売。
オンラインゲーム・777town.netにてプレイ可能。

- 絶対衝激II 〜PLATONIC HEART〜
アリストクラートテクノロジーズより2013年3月に販売。純粋なボーナスゲームを搭載せず、純増約2.9枚のAT（アシストタイム）のみで出玉を増やす、いわゆる「高純増AT機」。
アリストクラート名義で発売された最後のパチスロ機となった。[3]
オンラインゲーム・777town.netにてプレイ可能。また、ドラスからPlayStation Vita向けゲームソフトスロッターマニアV 絶対衝激IIが2013年4月18日に発売された。

- 絶対衝激III 〜PLATONIC HEART〜
スパイキーより2021年3月に販売。

- L 絶対衝激 ～PLATONIC HEART〜
フィールズ株式会社より2025年6月に販売。
初代（パチスロ『絶対衝激』）の復刻版という位置づけで初代のゲーム性を踏襲しながら、第2作目（『絶対衝激Ⅱ』）と第3作目（『絶対衝激Ⅲ』）の演出や楽曲を搭載し、パチスロ『絶対衝激』シリーズ最新作として登場。

### 携帯コミック
携帯電話向けコミックサイト「めちゃコミックス」にて2011年8月より配信開始。作画は戸田陽近。

### Webラジオ
「絶対衝激 〜PLATONIC HEART〜」に関連してWebラジオが一度だけ配信された。
- タイトル：絶対情報局
- 配信日：2008年9月19日
- 配信サイト：公式サイト、音泉、ランティスウェブラジオ

パーソナリティ
名塚佳織、明坂聡美、ノゾミ（Little Non）

## 関連商品

### 書籍

#### 漫画
「コミックハイ!」（双葉社）2008年9月号〜2010年1月号に連載。作画は倉上淳士。
1. 2009年2月12日発売
2. 2009年9月12日発売
3. 2010年3月12日発売（完結）

#### ガイドブック
- 絶対衝激 〜PLATONIC HEART〜 COMPLETE WORKS（白夜書房より、2009年9月15日発売）

### その他
- フィギュア - やまとより発売。
  - SIF EX 絶対衝激 〜プラトニックハート〜 伊勢島 綾 1/7 - 2008年12月26日発売
- 抱き枕カバー - 二次元コスパより発売。
  - 伊勢島綾 - 2008年11月5日発売
  - 大門寺笑 - 2009年3月25日発売
  - 伊勢島綾（スムースタイプ） - 2009年10月25日発売